# Michael O'Hanrahan
Michael O'Hanrahan (17 de març de 1877 – 4 de maig de 1916) fou un rebel irlandès que va tenir un paper actiu en l'Aixecament de Pasqua de 1916.
Nasqué a Newrose, Irlanda, era el segon en el comandament del 3r Batalló de Dublín sota el comandant Thomas MacDonagh, i va mantenir aquest càrrec fins que li atorgat a última hora a John MacBride quan se'ls va unir. Va lluitar a la fàbrica de galetes Jacob, i encara que el batalló va tenir una participació efectiva mínima en la revolta, ja que l'exèrcit britànic va rodejar la seva posició i no els atacà directament, fou condemnat a mort en un consell de guerra i O'Hanrahan fou afusellat el 4 de maig de 1916.